# Macrostomida
Macrostomida é uma ordem de vermes achatados do filo Platyhelminthes, classe Turbellaria.